# Цева адом

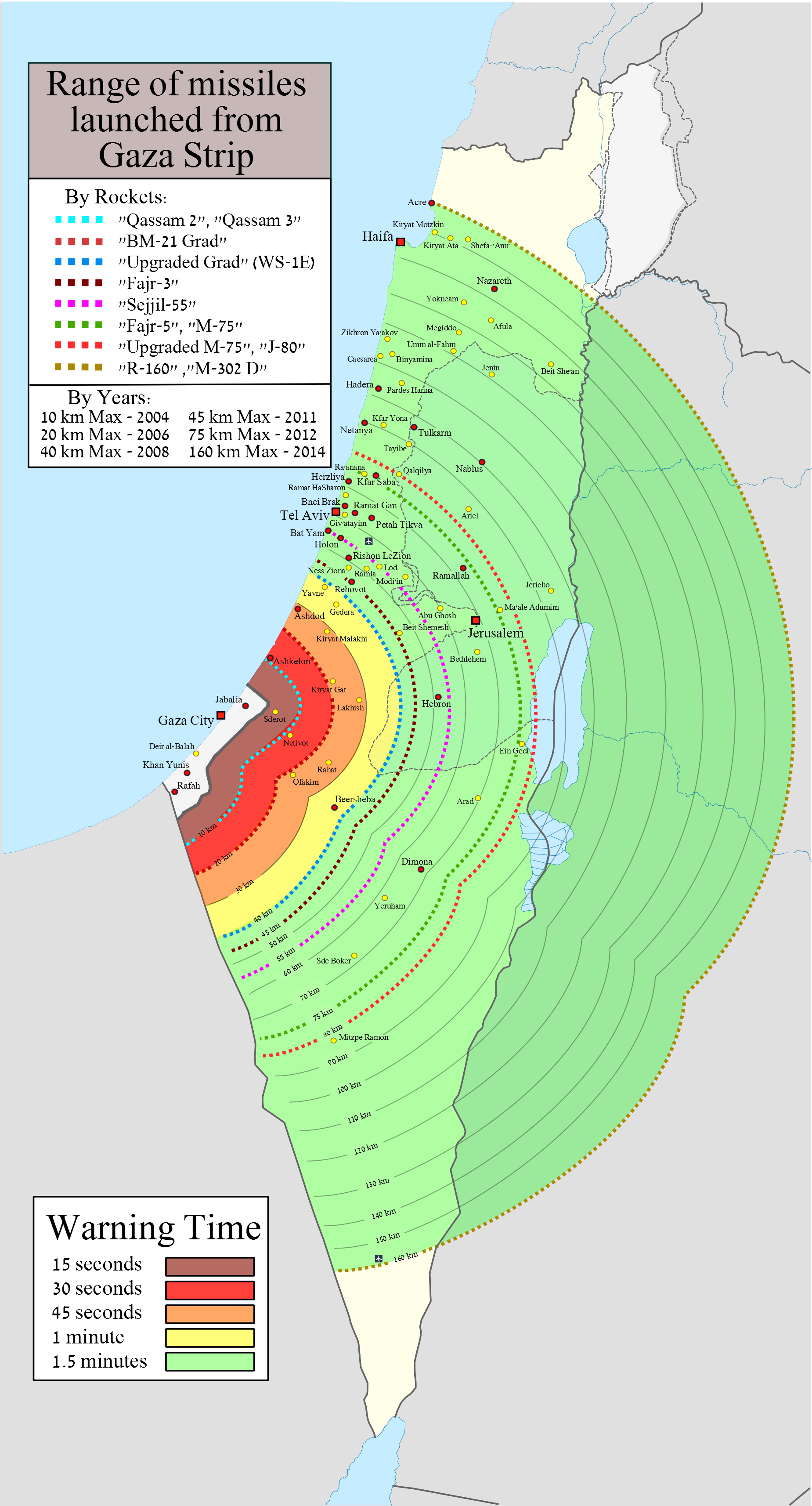
Мапа часу підльоту ракет з сектору Газа.

Цева адом (івр. צבע אדום, «Колір — червоний!») — система раннього голосового сповіщення Збройних сил Ізраїлю у містах, розташованих поблизу Сектору Гази для попередження цивільного населення про несподівані ракетні атаки (зазвичай некерованих ракет Кассам та Град). За межами дії системи Цева адом  попередження про ракетні обстріли відбувається за допомогою сирен.

## Назва
До 2007 року система називалася «Шахар адом» (івр. שחר אדום, «червоний світанок»), назва була змінена на «Цева адом» після випадку з семирічною дівчинкою на ім'я Шахар, батьки якої зв'язалися з МДБ по телебаченню після того, як їхня дочка, яка одного разу прийшла до школи в червоному светрі, стала об'єктом жартів інших учнів.

## Опис системи
Зараз ця система працює у всіх містах Ізраїлю в межах досяжності ракет. Як тільки зафіксовано запуск ракети, система автоматично активує оповіщення населення в сусідніх ізраїльських містах, селищах і військових базах. У Сдероті система попереджає мешканців приблизно за 15 секунд до того, як ракети наблизяться до міста. В Ашкелоні фора становить 30-32 секунди. У «Поясі Гази» (села, прилеглі до Зеленої лінії) падіння ракети може статися менш ніж через 8 секунд після попередження. Після обстрілу рекомендується кілька хвилин перебувати у захищенному приміщенні.
З 2014 року сповіщення про атаки доступні в додатках для смартфонів на платформах IOS та Android.

## Відео
- Rocket Attack on Sederot (Sep 3, 2007) [Архівовано 30 червня 2017 у Wayback Machine.]
- Iron Dome in action (Nov 12, 2018)

| Прапор Ізраїлю | Це незавершена стаття про Ізраїль. Ви можете допомогти проєкту, виправивши або дописавши її. |